# Grallaricula ferrugineipectus
Pita-formigueira-de-peito-ruivo ou torom-de-peito-castanho (Grallaricula ferrugineipectus) é uma espécie de ave da família Formicariidae.
Pode ser encontrada nos seguintes países: Bolívia, Colômbia, Equador, Peru e Venezuela.
Os seus habitats naturais são: regiões subtropicais ou tropicais húmidas de alta altitude e florestas secundárias altamente degradadas.